# Grand Prix de l'industrie et de l'artisanat de Larciano 2018
Le Grand Prix de l'industrie et de l'artisanat de Larciano 2018 est la 41e édition de cette course cycliste masculine sur route. Il a eu lieu le 4 mars 2018 autour de Larciano, dans la province de Pistoia, en Italie. Il fait partie du calendrier UCI Europe Tour 2018 en catégorie 1.HC et de la Coupe d'Italie de cyclisme sur route 2018. La course est remportée par le Slovène Matej Mohorič (Bahrain-Merida. Il est suivi à trois secondes par l'Italien Marco Canola (Nippo-Vini Fantini-Europa Ovni) et à onze secondes par le compatriote de ce dernier Davide Ballerini (Androni Giocattoli-Sidermec).

## Présentation
Ce Grand Prix de l'industrie et de l'artisanat de Larciano est la 41e édition de cette course cycliste masculine sur route, organisée par l''Unione ciclistica larcianese, en collaboration avec le GS Emilia.

### Équipes
| WorldTeams (7)- Bora-Hansgrohe - Mitchelton-Scott - Bahrain-Merida - Groupama-FDJ - Movistar Team - Katusha-Alpecin - EF Education First-Drapac p/b Cannondale Équipes continentales professionnelles (11)- Androni Giocattoli-Sidermec - Delko-Marseille Provence-KTM - Gazprom-RusVelo - Israel Cycling Academy - Bardiani CSF - CCC Sprandi Polkowice - Nippo-Vini Fantini-Europa Ovini - Team Novo Nordisk - WB-Aqua Protect-Veranclassic - Wilier Triestina-Selle Italia - Vérandas Willems-Crelan Équipes continentales (5)- Biesse Carrera Gavardo - MsTina-Focus - Sangemini-MG.Kvis - Trevigiani Phonix-Hemus 1896 - D'Amico-Utensilnord Équipe nationale- Italie |
| |

## Classements

### Classement final
La course est remportée par le Slovène Matej Mohorič (Bahrain-Merida qui a parcouru les 199,2 kilomètres en 4 h 39 min 23 s, soit à une vitesse moyenne de 42,78 kilomètres par heure. Il est suivi à trois secondes par l'Italien Marco Canola (Nippo-Vini Fantini-Europa Ovni) et à onze secondes par le compatriote de ce dernier Davide Ballerini (Androni Giocattoli-Sidermec). Sur les cent-soixante-et-un coureurs qui prennent le départ, cent-dix-huit franchissent la ligne d'arrivée.
| \| Classement général \| Classement général \| Classement général \| Classement général \| Classement général \| \| Coureur \| Coureur \| Pays \| Équipe \| Temps \| \| ------------------ \| ------------------ \| ------------------ \| ------------------------------- \| ------------------ \| \| 1er \| Matej Mohorič \| Slovénie \| Bahrain-Merida \| 4 h 39 min 23 s \| \| 2e \| Marco Canola \| Italie \| Nippo-Vini Fantini-Europa Ovini \| + 3 s \| \| 3e \| Davide Ballerini \| Italie \| Androni Giocattoli-Sidermec \| + 11 s \| \| 4e \| Sean De Bie \| Belgique \| Verandas Willems-Crelan \| + 11 s \| \| 5e \| Mauro Finetto \| Italie \| Delko-Marseille Provence-KTM \| + 11 s \| \| 6e \| Giovanni Visconti \| Italie \| Bahrain-Merida \| + 11 s \| \| 7e \| Krists Neilands \| Lettonie \| Israel Cycling Academy \| + 11 s \| \| 8e \| Daryl Impey \| Afrique du Sud \| Mitchelton-Scott \| + 11 s \| \| 9e \| Francesco Gavazzi \| Italie \| Androni Giocattoli-Sidermec \| + 11 s \| \| 10e \| Nicolás Tivani \| Argentine \| Trevigiani-Phonix-Hemus 1896 \| + 11 s \| |                   |                |                                 |                 |
| |                   |                |                                 |                 |
| Source : ProCyclingStats |                   |                |                                 |                 |
| Classement général |                   |                |                                 |                 |
| Coureur | Coureur           | Pays           | Équipe                          | Temps           |
| 1er | Matej Mohorič     | Slovénie       | Bahrain-Merida                  | 4 h 39 min 23 s |
| 2e | Marco Canola      | Italie         | Nippo-Vini Fantini-Europa Ovini | + 3 s           |
| 3e | Davide Ballerini  | Italie         | Androni Giocattoli-Sidermec     | + 11 s          |
| 4e | Sean De Bie       | Belgique       | Verandas Willems-Crelan         | + 11 s          |
| 5e | Mauro Finetto     | Italie         | Delko-Marseille Provence-KTM    | + 11 s          |
| 6e | Giovanni Visconti | Italie         | Bahrain-Merida                  | + 11 s          |
| 7e | Krists Neilands   | Lettonie       | Israel Cycling Academy          | + 11 s          |
| 8e | Daryl Impey       | Afrique du Sud | Mitchelton-Scott                | + 11 s          |
| 9e | Francesco Gavazzi | Italie         | Androni Giocattoli-Sidermec     | + 11 s          |
| 10e | Nicolás Tivani    | Argentine      | Trevigiani-Phonix-Hemus 1896    | + 11 s          |

### UCI Europe Tour
La course attribue aux coureurs le même nombre de points pour l'UCI Europe Tour 2018 et le Classement mondial UCI.
| Position           | 1er | 2e  | 3e  | 4e  | 5e | 6e | 7e | 8e | 9e | 10e | 11e | 12e | 13e | 14e | 15e | 16e à 30e | 31e à 40e |
| Classement général | 200 | 150 | 125 | 100 | 85 | 70 | 60 | 50 | 40 | 35  | 30  | 25  | 20  | 15  | 10  | 5         | 3         |